# 岩津古墳群

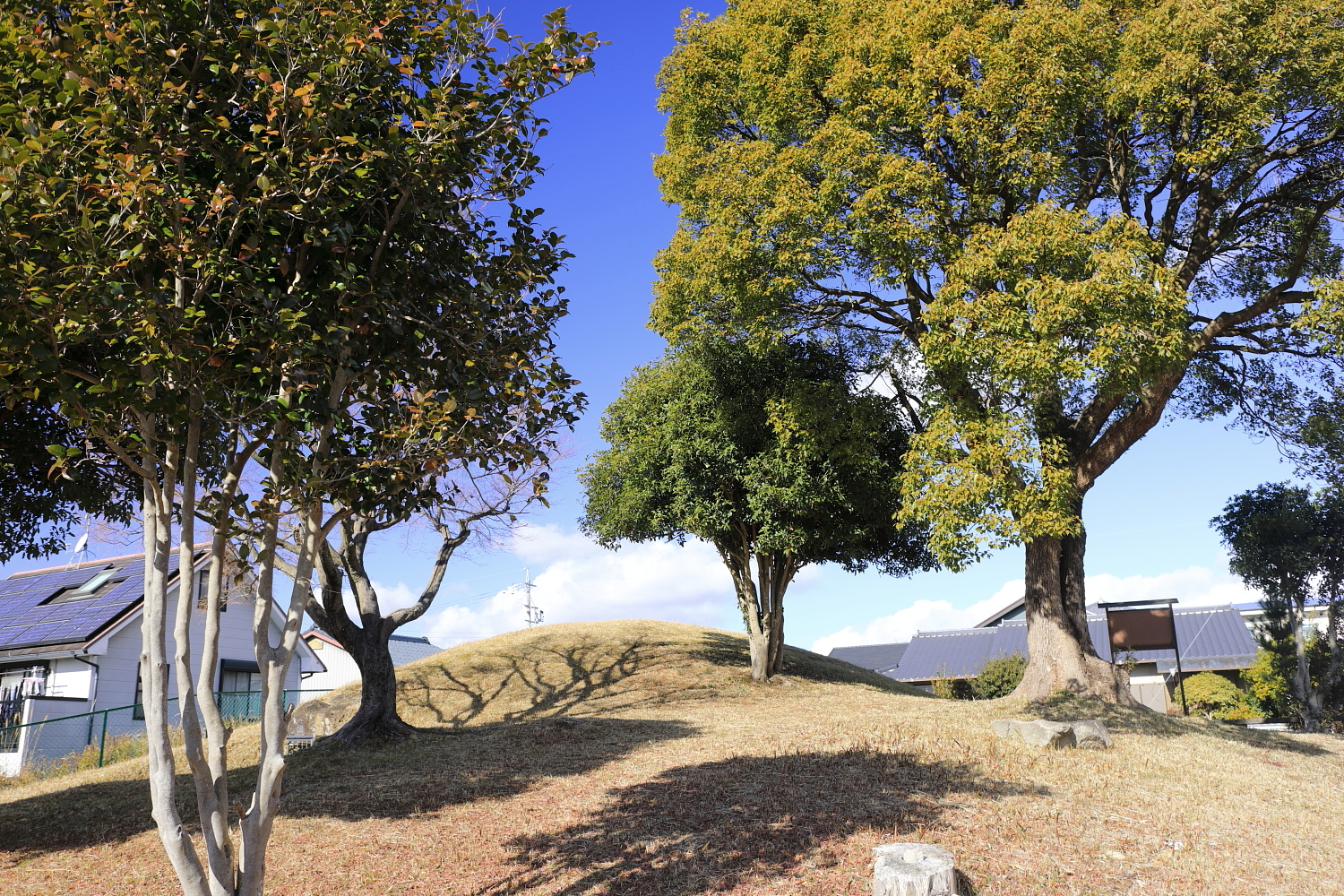
岩津第一号墳墳丘遠景
（2022年（令和4年）1月）

岩津古墳群（いわづこふんぐん）は、愛知県岡崎市岩津町にある古墳の総称である。

## 概要
岩津古墳群は6基からなり、矢作川左岸の高位段丘とその北側の三河山地から連なる丘陵に分布する。しかし、現在では、一号墳以外は滅失している。築造時期は古墳時代後期の6世紀後半で、7世紀初頭まで追葬が行われていた。

### 岩津第一号墳
円墳である。墳丘は、1961年（昭和36年）の発掘調査当時すでに原形が失われていたが、直径18メートル、高さ3メートルほどの規模であったと推定される。
埋蔵施設は、複室型の横穴式石室で、内部は二組の石柱によって後室、前室、羨道に区別され、羨道入口にもさらに一組の石柱がある。石室全長は、10メートル、両側壁の最大幅2.4メートル、床面から天井石までの最大高2.9メートルである。
奥壁下部の巨石と後室の東側壁2個、西側壁9個の石材には、ベンガラが塗られている。
遺物はあまり盗掘を受けておらず、後室と前室からそれぞれ出土した。水晶製切子玉、勾玉、金環、環頭大刀柄頭、鉄鏃、須恵器、土師器など約100点が発掘された。古墳は県指定史跡に、出土品は一括して県指定有形文化財に、それぞれ指定されている。出土品は岡崎市郷土館に展示されていたが、同館の休館に伴い、岡崎市美術博物館で時折公開されるので、見学は同館に確認した方が良い。

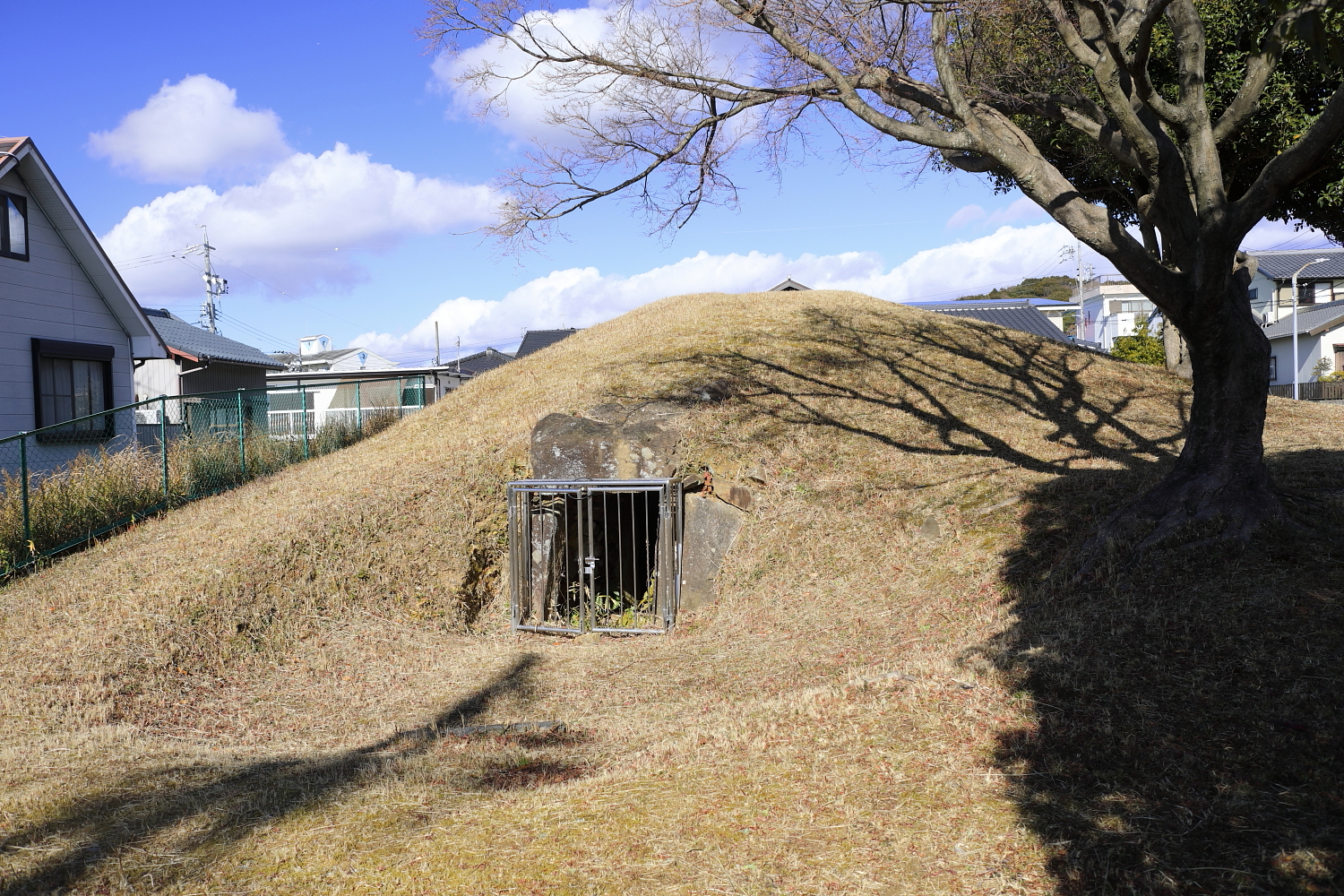
墳丘南側 （2022年（令和4年）1月）
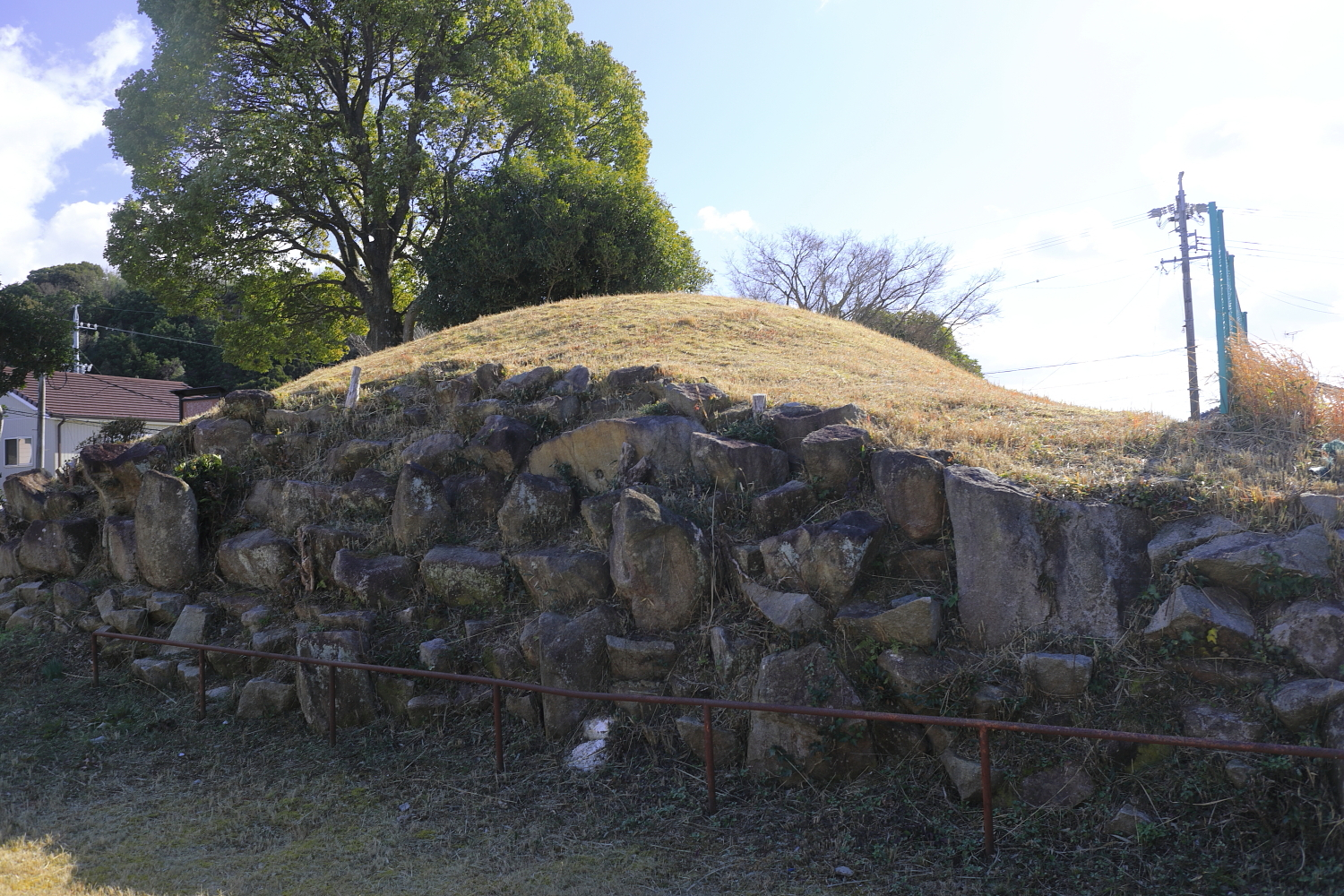
墳丘北側 （2022年（令和4年）1月）
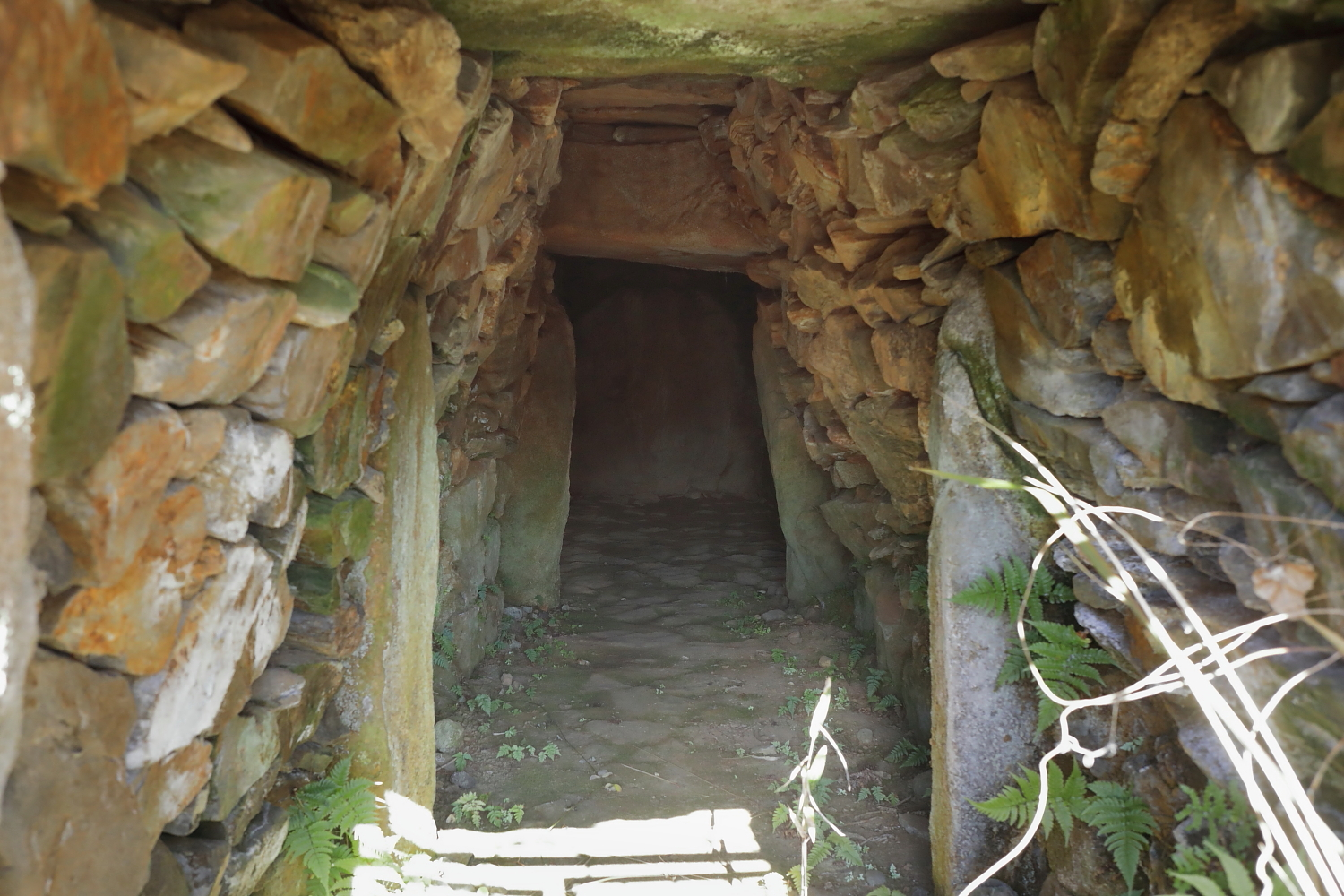
玄室内を望む （2022年（令和4年）1月）

## アクセス
- 名鉄バス：「岩津団地」バス停下車 徒歩で約3分。